# Międzynarodowa Federacja Inżynierów Konsultantów

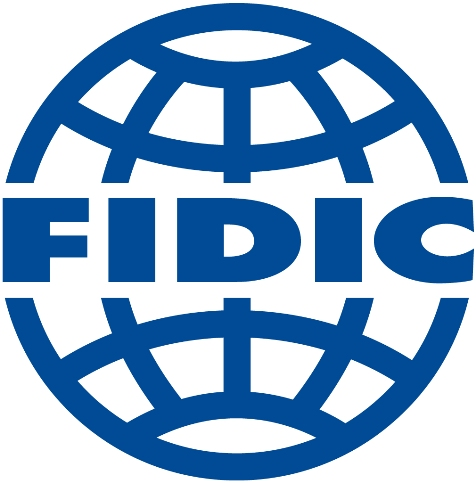
Logo FIDIC

Międzynarodowa Federacja Inżynierów Konsultantów, FIDIC (fr: Fédération Internationale Des Ingénieurs-Conseils en: International Federation of Consulting Engineers) – organizacja międzynarodowa założona w 1913 roku przez reprezentantów z Belgii, Francji i Szwajcarii. Do jej celów należy definiowanie i popularyzacja standardów w branżach technologicznych, reprezentacja niezależnych inżynierów konsultantów na arenie międzynarodowej, podnoszenie ich kwalifikacji oraz wspieranie wymiany wiedzy i działalności przedsiębiorstw świadczących usługi w zakresie technologii.
Siedziba FIDIC mieści się w Genewie, obecnie organizacja zrzesza 94 państwa w tym Polskę. Jej działalność prowadzona jest głównie przez wolontariuszy.

## Historia
W zjeździe inauguracyjnym FIDIC w 1913 roku w Gandawie w Belgii wzięło udział 59 oficjalnych delegatów z jedenastu państw: Belgii, Danii, Francji, Niemiec, Holandii, Szwajcarii, Stanów Zjednoczonych, Austro-Węgier, Kanady, Rosji i Wielkiej Brytanii. W wyniku poczynionych ustaleń, 22 lipca 1913 założono FIDIC. Państwami założycielskimi były Belgia, Francja i Szwajcaria, pozostałe kraje początkowo utrzymywały jedynie luźne więzy z organizacją. W kolejnych latach liczba państw członkowskich zmieniała się wielokrotnie (między innymi z powodu zawirowań na arenie politycznej w Europie i zmian na mapie politycznej świata), a obszar jej działania obejmował jedynie Europę. W roku 1959 do FIDIC przystąpiły Australia, Kanada, Związek Południowej Afryki (późn. Południowa Afryka) oraz Stany Zjednoczone, co uczyniło FIDIC organizacją międzynarodową o zasięgu globalnym.
Obecnie organizacja zrzesza 94 kraje. W roku 2012 do FIDIC dołączyły Chile, Kolumbia, Dominikana, Peru i Tajlandia.

## Działalność
Poza działalnością arbitrażową i standaryzacyjną, FIDIC prowadzi działalność szkoleniową i wspiera międzynarodową wymianę wiedzy. Jest organizatorem corocznej Międzynarodowej Konferencji Inżynierów Konsultantów, branżowych seminariów oraz kursów.
FIDIC prowadzi również działalność wydawniczą. Do najpopularniejszych publikacji FIDIC zaliczają się tzw. Warunki Kontraktowe (seria Conditions of Contract), zawierająca opisy standardów w zakresie przygotowania i prowadzenia inwestycji - metod realizacji przedsięwzięć budowlanych, oraz wzorce umów i zapisów umownych. Warunki Kontraktowe FIDIC, wydawane od 1999, stanowią uznany wzór i są jednymi z najczęściej stosowanych na świecie standardów w umowach w branżach technologicznych. Stosowanie warunków kontraktowych FIDIC jest wymagane przy realizacji kontraktów na zlecenie Banku Światowego i w ramach programów unijnych.

## FIDIC w Polsce
Oficjalnym reprezentantem FIDIC w Polsce jest Stowarzyszenie Inżynierów Doradców i Rzeczoznawców SIDiR założone w marcu 2000. SIDiR oferuje członkom zgodny ze standardami międzynarodowymi sąd arbitrażowy, szkolenia i kursy. Jest organizatorem konferencji i wydawcą publikacji – w tym Biuletynu Konsultant – na szczeblu krajowym.
Obecnie trwa w Polsce debata publiczna na temat niestosowania wytycznych FIDIC w zakresie kontraktów i prowadzenia inwestycji w ramach zamówień publicznych, zwłaszcza w branży budowlanej i kolejnictwie. Podnoszone są kwestie nieprzygotowania polskich jednostek zamawiających do stosowania wysokich standardów i wymogów FIDIC. Omawiany jest również problem inkorporacji wytycznych FIDIC do prawa polskiego tak, by nie została naruszona swoboda umów. Stosowanie Warunków Kontraktowych FIDIC było w Polsce wymagane i popularyzowane między innymi przy realizacji projektów w ramach ZPORR.